# آیه وحدت

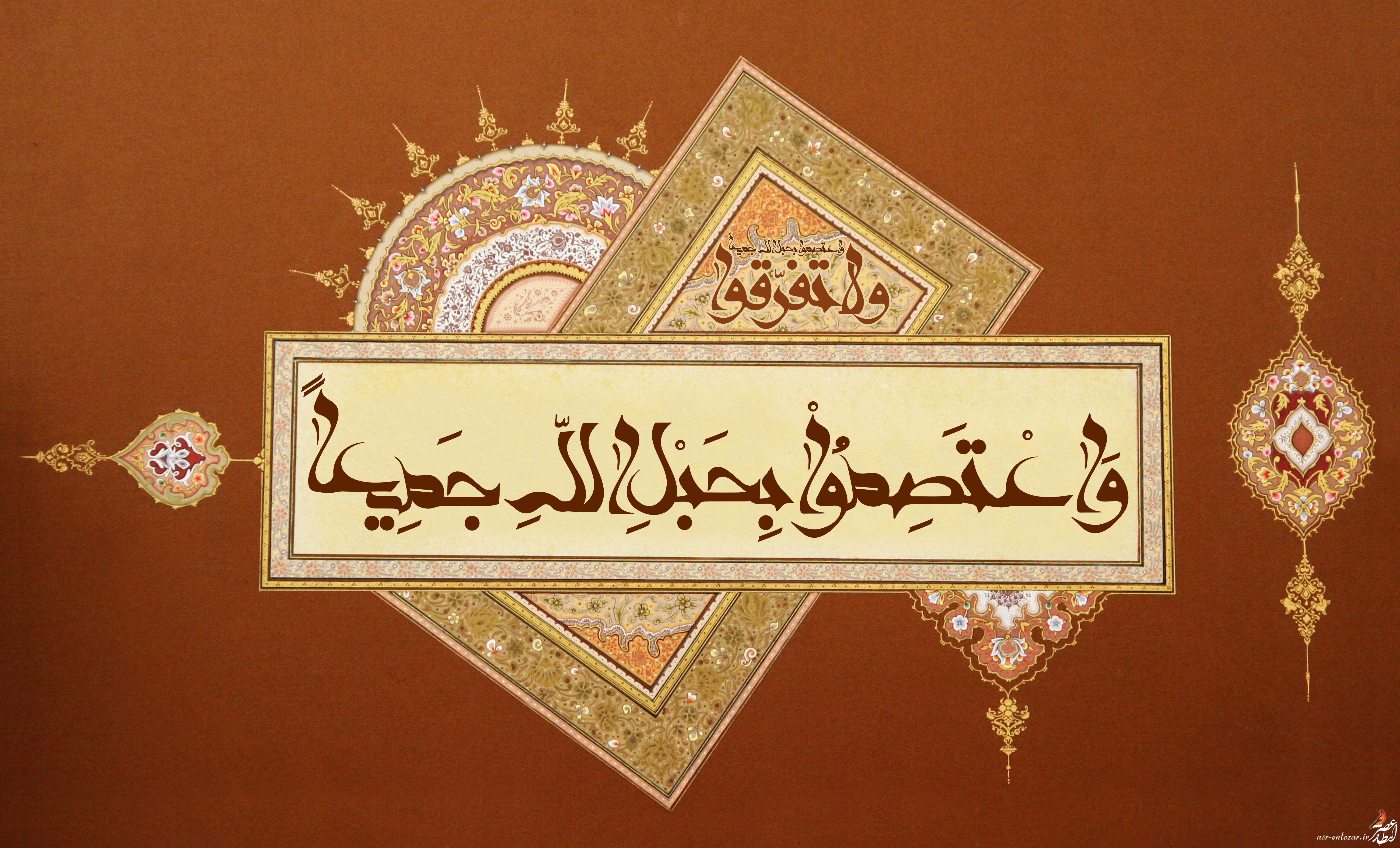
خوشنویسی آیه اعتصام

آیه ۱۰۳ سوره آل عمران به آیه وحدت یا آیه اعتصام شهرت دارد که در این آیه، خداوند از مسلمانان خواسته که به ریسمان الهی چنگ زنند و متفرق نشوند و به یاد آورند زمانی که با هم دشمن بودند، پس میان دلهایشان الفت ایجاد کرد و به لطف او با یکدیگر برادر شدند.

## متن و ترجمه آیه
﴿وَ اعْتَصِمُوا بِحَبْلِ اللَّهِ جَمِیعاً وَ لا تَفَرَّقُوا وَ اذْکُرُوا نِعْمَتَ اللَّهِ عَلَیْکُمْ إِذْ کُنْتُمْ أَعْداءً فَأَلَّفَ بَیْنَ قُلُوبِکُمْ فَأَصْبَحْتُمْ بِنِعْمَتِهِ إِخْواناً وَ کُنْتُمْ عَلی شَفا حُفْرَةٍ مِنَ النَّارِ فَأَنْقَذَکُمْ مِنْها کَذلِکَ یُبَیِّنُ اللَّهُ لَکُمْ آیاتِهِ لَعَلَّکُمْ تَهْتَدُون﴾ ۱۰۳
و همگی به وسیله حبل خدا خویشتن را حفظ کنید و متفرق نشوید و نعمت خدا بر خویشتن را بیاد آرید، بیاد آرید که با یکدیگر دشمن بودید و او بین دلهایتان الفت برقرار کرد و در نتیجه نعمت او برادر شدید. و در حالی که بر لبه پرتگاه آتش بودید، او شما را از آن پرتگاه نجات داد. خدای تعالی این چنین آیات خود را برایتان بیان می‌کند تا شاید راه پیدا کنید.

## شأن نزول
پیش از اسلام دو قبیله بزرگ در مدینه به نام اوس و خزرج وجود داشتند که بیش از یکصد سال جنگ و خون‌ریزی و اختلاف در میان آن دو جریان داشت، و هر چند وقت ناگهان به جان یکدیگر می‌افتادند و خسارات جانی و مالی فراوانی به یکدیگر وارد می‌کردند.
یکی از اقدامات محمد پس از هجرت به مدینه، ایجاد آشتی میان این دو گروه بود، و با اتحاد آنها جبهه نیرومندی در مدینه به‌وجود آمد.
اما از آنجا که ریشه‌های اختلاف فوق‌العاده زیاد و نیرومند، و اتحاد تازه و جوان بود گاه بیگاه، بر اثر عواملی، اختلافات فراموش شده شعله‌ور می‌شد.
می‌گویند روزی دو نفر از قبیله «اوس» و «خزرج» به نام «ثعلبة بن غنم» و «اسعد بن زراره» در برابر یکدیگر قرار گرفتند، و هر کدام افتخاراتی را که بعد از اسلام نصیب قبیله او شده بود برمی‌شمرد، «ثعلبه» گفت: خزیمة بن ثابت (ذو الشهادتین) و حنظله (غسیل الملائکه) که هر کدام از افتخارات مسلمانانند، از ما هستند، و همچنین عاصم بن ثابت، و سعد بن معاذ از ما می‌باشند.
در برابر او «اسعد بن زراره» که از طایفه خزرج بود گفت: چهار نفر از قبیله ما در راه نشر و تعلیم قرآن خدمت بزرگی انجام دادند: ابی بن کعب، و معاذ بن جبل، و زید بن ثابت، و ابو زید، به علاوه «سعد بن عباده» رئیس و خطیب مردم مدینه از ما است.
کم‌کم‌کار به‌جای باریک کشید، و قبیله دو طرف از جریان آگاه شدند، و دست به اسلحه کرده، در برابر یکدیگر قرار گرفتند، بیم آن می‌رفت که بار دیگر آتش جنگ بین آنها شعله‌ور گردد و زمین از خون آنها رنگین شود! خبر به محمد رسید، وی فوراً به محل حادثه آمد، و به آن وضع پایان داد.

## تفسیر
در مورد اینکه مقصود از «حبل الله» در این آیه چیست نظرات مختلفی ارائه شده‌است. گروهی منظور از آن را آیات قرآن یا اسلام، و گروهی جماعت دانسته‌اند و مفسران شیعه مقصود از آن را عترت پیامبر اسلام و امامان شیعه می‌دانند. همچنین برخی آن را به عنوان عهد میان انسان و خداوند مطرح می‌کنند.
سپس قرآن به نعمت بزرگ اتحاد و برادری اشاره کرده و مسلمانان را به تفکر در وضع اندوهبار گذشته، و مقایسه آن «پراکندگی و تفرقه» با این «وحدت» دعوت می‌کند.
«شفا» در اصل لغت به کناره چاه یا خندق و مانند آن گویند، و شاید اطلاق «شفه» بر «لب» نیز بهمین مناسبت باشد، و همچنین استعمال این کلمه در بهبودی از بیماری نیز بخاطر آن است که انسان در کناره «سلامت و تندرستی» قرار می‌گیرد.
در پایان آیه برای تأکید بیشتر می‌گوید: «خداوند این چنین آیات خود را روشن می‌سازد تا هدایت شوید». بنا بر این هدف نهایی هدایت و نجات شما است و چون پای منافع و سرنوشت شما در میان است باید به آنچه گفته شد اهمیت فراوان دهید.